# Classic環境
Classic環境是早期Mac OS X提供的軟件和硬件抽象層，讓用戶可以在Mac OS X之中繼續使用兼容於Mac OS 9的應用程式。Classic環境可在PowerPC平台上的麥金塔電腦使用，支援Mac OS X v10.4之前所有的Mac OS X，但不支援Mac OS X v10.5。Classic環境不支援任何使用Intel處理器的麥金塔電腦。

## 概要
Classic環境是原有Rhapsody模擬層「Blue Box」項目的後續產物。Classic環境可直接使用Mac OS 9的系統檔案夾，以及New World ROM，將舊式PowerPC麥金塔的操作平台與XNU系統內核連結起來。Classic環境是蘋果電腦取代「經典」Mac OS（即Mac OS 9以及更低版本的Mac OS），以推行Mac OS X作為標準操作系統中非常重要的一個環節，讓用戶無需使用舊版的系統，也可以繼續運用以往的各種應用程式。
Classic環境可以在用戶登入時自動開啟，用戶也可以選擇手動打開，或在使用Mac OS應用程式時讓操作系統自動讀取。Classic環境需要電腦已安裝有一個完整版本的Mac OS 9方可使用，並會在操作系統內讀取一個沙盒實例，用以取代部分底層的系統調用。該實例將用於執行所有的Mac OS應用程式，其概念類似於在Mac OS X內執行一個Mac OS 9的虛擬機。每個用戶每次僅可在同一台電腦上開啟單一個Classic環境。
如果用戶沒有提前開啟Classic環境，在啟動Mac OS應用程式時，Mac OS X便會自動啟動Classic環境。Classic環境完成讀取之後，應用程式便會自動開啟。Mac OS應用程式在前端時，Mac OS X頂部的選單列會自動變成Mac OS 9的樣式，除此之外，對話框及其他使用者介面元素亦同樣完全與Mac OS 9相同。

## 兼容性及效能
Classic環境可在配備PowerPC G5、G4及G3處理器的麥金塔電腦上使用，軟件環境必須為Mac OS X v10.4以下版本的Mac OS X，Mac OS X v10.5及以上版本均不支援Classic 環境，同時Classic環境也不支援所有配備了Intel處理器的麥金塔電腦。由於缺乏驅動程式等支援，2003年及之後推出的麥金塔電腦均無法直接啟動Mac OS 9，但仍然可以利用Classic環境來執行舊有的應用程式。
由於Classic環境其工作方式必須直接取用完整版本的Mac OS 9，對不需要直接取用硬件功能或不需要進入全屏幕算圖的應用程式而言，能提供相當出色的向下兼容性。早期版本Mac OS X的Classic環境曾出現過圖像顯示問題，表現為無法正確顯示應用程式視窗，該類問題隨著Mac OS X升級而後來有所改善。Classic環境的運作效能總體而言可滿足日常使用，大部分應用程式的PowerPC程式碼都可直接無誤地執行，而摩托羅拉68k平台的程式碼則同樣使用Mac OS 9的Mac 68K模擬器來執行。